# فهرست پررفت‌وآمدترین فرودگاه‌ها در مالزی

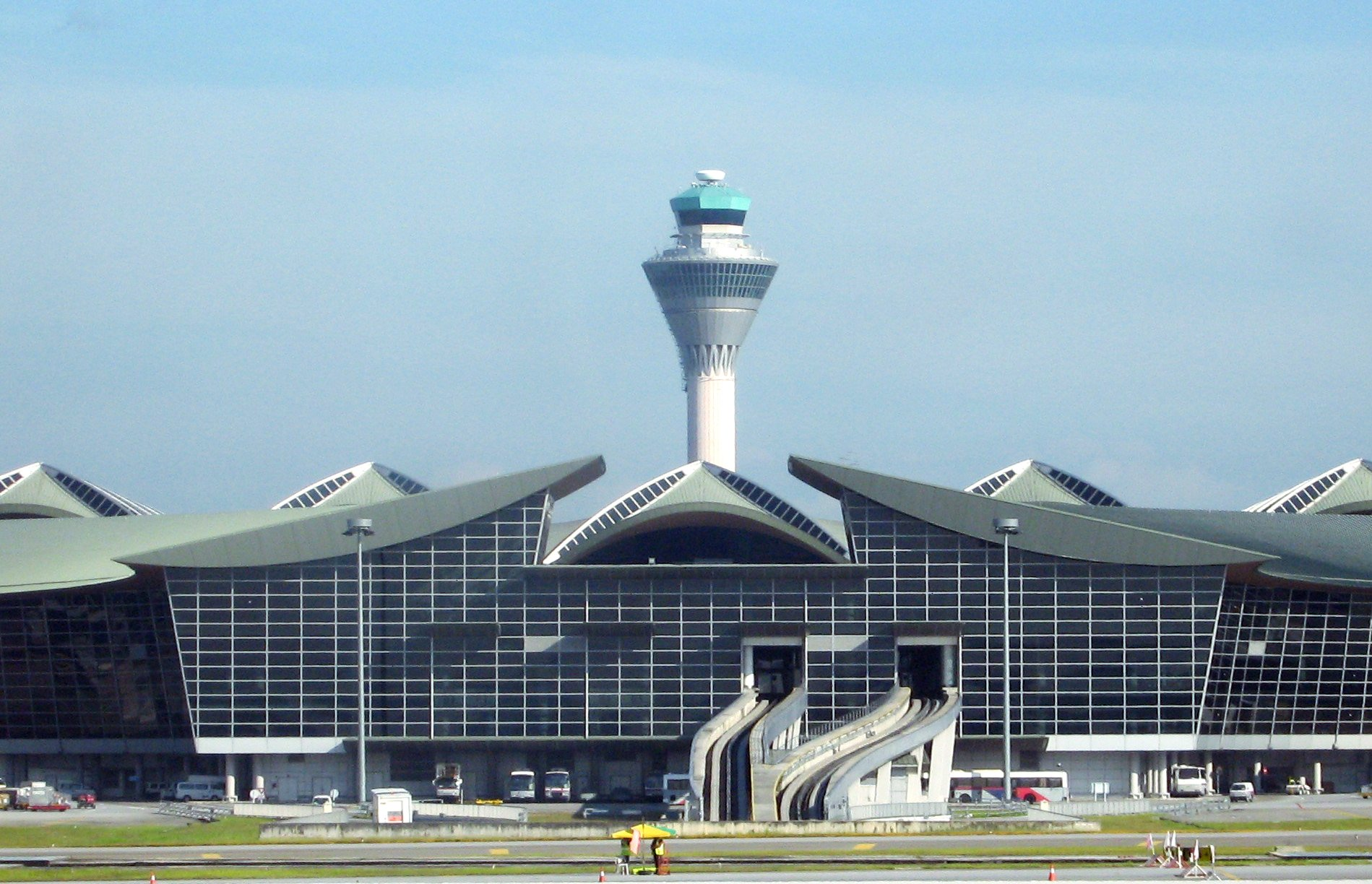
Kuala Lumpur International Airport is the 12th busiest airport in the world by international passenger traffic

این مقاله شامل فهرست پررفت‌وآمدترین فرودگاه‌ها در مالزی است.